# Epikurtomma beaufortia
Epikurtomma beaufortia är en spindelart som beskrevs av Tucker 1923. Epikurtomma beaufortia ingår i släktet Epikurtomma och familjen plattbuksspindlar. Inga underarter finns listade i Catalogue of Life.